# Sancterila shelfordii
Sancterila shelfordii is een vlinder uit de familie van de Lycaenidae. De wetenschappelijke naam van de soort is voor het eerst gepubliceerd in 1902 door Lionel de Nicéville.

## Verspreiding
De soort komt voor in Maleisië (Sarawak) en in Indonesië (Sumatra). 

## Ondersoorten
- Sancterila shelfordii shelfordii (De Nicéville, 1902)
- Sancterila shelfordii elizabethae (Eliot & Kawazoé, 1983)
  - = Celarchus (Armentulus) shelfordii elizabethae Eliot & Kawazoé, 1983
- Sancterila shelfordii montanensis (Barlow, Banks & Holloway, 1971)